# 土亞莫土群島

土亞莫土群岛旗帜

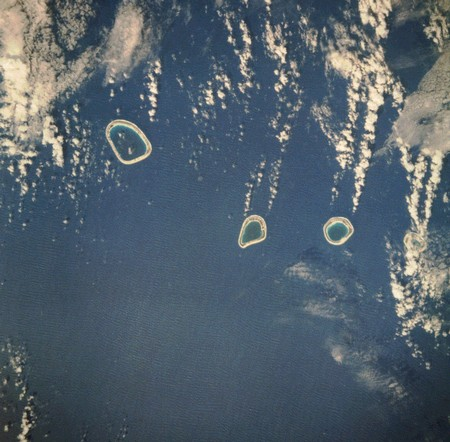
土亞莫土群岛境内东南部的四个珊瑚礁环（卫星鸟瞰图）

土亞莫土群岛（法語：îles Tuamotu），亦稱波莫图群岛（法語：îles Pomotou）、低群島（法語：îles Baisses），是法属波利尼西亚东部的一个珊瑚岛礁群，是世界上最大的珊瑚礁群。位于南纬14°至23°，西经135°至149°之间，海域面积大约相当于整个西欧，陆地面积850平方公里。
约在8世纪时，西部土亞莫土群岛被来自社会群岛的移民占据。1521年，斐迪南·麦哲伦在其环球航行中首次发现该群岛。其后，包括约翰·拜伦和詹姆斯·库克等人在内的许多西方航海家相继来到这里。但是，这些西方探险家都没有试图占领该群岛，使得这里始终处于塔希提的影响范围内。直到1880年塔希提最后一任国王波马雷五世被废黜后，土亞莫土群岛方随之并入法国属下。